# Rossatz-Arnsdorf
Rossatz-Arnsdorf é um município da Áustria localizado no distrito de Krems-Land, no estado de Baixa Áustria.